# KNVB Beker 1900/01
De KNVB Beker 1900/01 was de derde editie van dit voetbaltoernooi.
HBS Den Haag werd de derde bekerwinnaar door RAP Amsterdam in de finale met 4-2 te verslaan. Het werd hiermee opvolger van Velocitas Breda dat de tweede editie won. Finalist RAP Amsterdam won de eerste editie.

## 1e ronde

### District I
| Datum           | Thuis                  | Uitslag(en) | Uit               |
| --------------- | ---------------------- | ----------- | ----------------- |
| 4 november 1900 | PW                     | 3-1         | Swift (Amsterdam) |
| 4 november 1900 | Volharding (Amsterdam) | 3-2 nv      | Vitesse           |
| 4 november 1900 | Quick (Amersfoort)     | 7-1         | AVV (Amsterdam)   |

### District II
| Datum            | Thuis             | Uitslag(en) | Uit                  |
| ---------------- | ----------------- | ----------- | -------------------- |
| 4 november 1900  | EDO (Amsterdam)   | 1-1 nv      | HFC                  |
| 11 november 1900 | HFC               | 3-2         | EDO (Amsterdam)      |
| 4 november 1900  | Quick (Amsterdam) | 6-1         | Hollandia (Den Haag) |
| 4 november 1900  | RAP               | 2-1         | Steeds Voorwaarts    |

### District III
| Datum           | Thuis             | Uitslag(en) | Uit              |
| --------------- | ----------------- | ----------- | ---------------- |
| 4 november 1900 | HBS               | 4-1         | Ajax Leiden      |
| 4 november 1900 | HVV               | 12-0        | Quick (Den Haag) |
| 4 november 1900 | Concordia (Delft) | 0-3         | Haarlem          |

### District IV
| Datum           | Thuis                 | Uitslag(en) | Uit                   |
| --------------- | --------------------- | ----------- | --------------------- |
| 4 november 1900 | Rapiditas (Rotterdam) | 3-2 nv      | Olympia (Rotterdam)   |
| 4 november 1900 | Achilles (Rotterdam)  | 1-2         | Celeritas (Rotterdam) |
| 4 november 1900 | Olympia (Middelburg)  | 0-3         | D.F.C.                |

Velocitas (Breda) vrijgeloot.

## 2e ronde
| Datum           | Thuis                 | Uitslag(en) | Uit             |
| --------------- | --------------------- | ----------- | --------------- |
| 2 december 1900 | Quick (Amersfoort)    | 4-0         | PW              |
| 2 december 1900 | Quick (Amsterdam)     | 1-5         | HFC             |
| 2 december 1900 | HBS                   | 5-4         | HVV (Den Haag)  |
| 2 december 1900 | Rapiditas (Rotterdam) | 2-1         | Velocitas Breda |
| 2 december 1900 | Celeritas (Rotterdam) | 2-1*        | D.F.C.          |
| 6 januari 1901  | Celeritas (Rotterdam) | 1-2         | D.F.C.          |

- na protest D.F.C. ongeldig verklaard

Volharding (Amsterdam), RAP en Haarlem vrijgeloot.

## 3e ronde
| Datum            | Thuis                  | Uitslag(en) | Uit                   |
| ---------------- | ---------------------- | ----------- | --------------------- |
| 27 januari 1901  | Volharding (Amsterdam) | 0-0*        | Quick (Amersfoort)    |
| 3 maart 1901     | Volharding (Amsterdam) | 4-1*        | Quick (Amersfoort)    |
| 17 maart 1901    | Volharding (Amsterdam) | 6-2         | Quick (Amersfoort)    |
| 27 januari 1901  | Haarlem                | 2-1 nv      | Rapiditas (Rotterdam) |
| 10 februari 1901 | HBS                    | 2-1         | HFC                   |
| 3 maart 1901     | D.F.C.                 | 1-3 nv      | RAP                   |

- Gestaakt vanwege bespeelbaarheid veld

## Halve finales
| Datum         | Thuis | Uitslag(en) | Uit                    | Speelstad |
| ------------- | ----- | ----------- | ---------------------- | --------- |
| 24 maart 1901 | HBS   | 6-2         | Haarlem                | Leiden    |
| 24 maart 1901 | RAP   | 6-0         | Volharding (Amsterdam) | Amsterdam |

## Finale
| Datum         | Winnaar | #beker | Uitslag  | Finalist | Speelstad |
| ------------- | ------- | ------ | -------- | -------- | --------- |
| 28 april 1901 | HBS (1) | 1      | 4-3 n.v. | RAP (2)  | Haarlem   |